# Rio Ciobota
O Rio Ciobota é um rio da Romênia, afluente do Răchitişul Mare, localizado no distrito de Harghita.